# Sensoryzmy
Sensoryzmy – widoczne w zachowaniu osoby przejawy zaburzeń w odbiorze i przetwarzaniu bodźców zmysłowych (integracji sensorycznej). Najczęściej obserwowane są u osób z zaburzeniami rozwoju o różnym charakterze.
Sensoryzmy są odpowiedzią organizmu na następujące, możliwe zaburzenia organizacji bodźców:
- nadwrażliwość (obniżenie progu wrażliwości dla danego zmysłu)
- podwrażliwość (podwyższenie progu wrażliwości dla danego zmysłu)
- biały szum (wytwarzanie wrażeń zmysłowych przez układ nerwowy danej osoby bez udziału czynników środowiskowych)

Sensoryzmy mogą dotyczyć każdego zmysłu człowieka.

## Blindyzmy
Rodzaj sensoryzmów występujących u osób niewidomych, słabowidzących oraz u osób z jednoczesnym deficytem wzroku i słuchu. Blindyzmy (lub „blindismy” – z ang. blind – niewidomy) są wynikiem życia w stanie ciągłej hipokinezy i deprywacji sensorycznej. Hipokineza spowodowana jest życiem w lęku przed doznaniem urazu.
Najczęściej obserwowane blindyzmy:
1. Ruch czy zespół ruchów (czynności) w danej sytuacji nieuzasadnionych i niepotrzebnych o charakterze stereotypowym, jak kołysanie się w tył i w przód lub w lewo i prawo, potrząsanie głową, kręcenie się w kółko itp.
2. Odruchy obronne zmierzające do spostrzegania przeszkody i jej ominięcia, jak: podnoszenie nóg celem zbadania nierówności terenu stopą, odchylanie tułowia w tył, aby ochronić twarz, wyciąganie przed siebie rąk.
3. Czynności mające na celu bezpośrednio dostymulowanie zmysłu wzroku. Mogą także pojawiać się jako efekt dyskomfortu związanego z odczuwaniem gałek ocznych. Wyrażają się na przykład w mrużeniu oczu, przecieraniu ich, dociskaniu gałek ocznych, odwracaniu się do światła, machanie palcami przed oczami.

## Sensoryzmy w całościowych zaburzeniach rozwoju
Jedną z pierwszych osób, które opisały zaburzenia w odbiorze i przetwarzaniu bodźców zmysłowych u osób z całościowymi zaburzeniami rozwoju (autyzmem), był Carl Delacato. Na początku lat siedemdziesiątych przebadał grupę około 900 dzieci z autyzmem z różnych krajów. W wyniku tych badań okazało się, że zaburzenia percepcyjne dotyczą nawet 98% osób z całościowymi zaburzeniami rozwoju (w obrębie dotyku). Najmniej badanych wykazywało zaburzenia w obrębie zmysłu smaku i węchu (24 – 28%).
Delacato podzielił zaburzenia sensoryczne na trzy grupy:
1. Biały szum
2. Podwrażliwość
3. Niedowrażliwość

Ze względu na rodzaj zaburzenia osoba nim dotknięta może przejawiać różnorakie sensoryzmy – zarówno mające na celu dostymulowanie niewrażliwego zmysłu, jak również unikanie bodźców przy nadwrażliwości. Biały szum jest zaburzeniem, w którym układ nerwowy osoby chorej sam wytwarza bodźce, niezależnie od czynników zewnętrznych. Osoba dotknięta tym rodzajem dysfunkcji przejawia szczególnego rodzaju sensoryzmy – sprawia wrażenie oderwanej od rzeczywistości i całkowicie skoncentrowanej na nieistniejącym świecie. Warto dodać, że każdy, także zdrowy człowiek, doświadcza od czasu do czasu tego rodzaju zaburzeń, których przykładem jest szum/piszczenie w uszach.

## Sensoryzmy charakterystyczne dla zmysłu wzroku
Nadwrażliwość:
- wpatrywanie się w mikroskopijne pyłki kurzu lub maleńkie punkciki w otoczeniu.
- kiwanie się w przód i w tył, na boki.
- fascynacja ruchem kołowym, kręcącymi się przedmiotami, zabawkami.
- zdolność do odtwarzania najdrobniejszych szczegółów z otoczenia.
- rozciąganie śliny między palcami i przyglądanie się jej pod światło.
- fascynacja patrzeniem przez dziurki, pęknięcia, palce.
- niechęć do luster, czasem fotografii.
- fascynacja skomplikowanymi wzorami.
- lęk przed silnym światłem, często nawet przed światłem o umiarkowanym natężeniu.
- niechęć do dużych, mocno naświetlonych przestrzeni

Podwrażliwość:
- kołysanie się w przód, w tył, na boki
- zainteresowanie źródłami światła – wpatrywanie się w światło
- chodzenie powoli dookoła przedmiotów połączone z intensywnym przyglądaniem się im
- lęk wysokości
- lęk przed ciemnością
- obracanie przedmiotów tuż przed oczami
- fascynacja lustrami, szybami
- machanie palcami w polu widzenia
- fascynacja ruchem przedmiotów na wietrze
- rozrzucanie przedmiotów, zwłaszcza kolorowych
- darcie papieru

Biały szum:
- „szklisty” wzrok
- patrzenie „przez” ludzi, przedmioty
- rozciąganie powiek
- uciskanie gałki ocznej
- bardzo mocne zaciskanie powiek

## Sensoryzmy charakterystyczne dla zmysłu słuchu
Nadwrażliwość:
- dziecko sprawia wrażenie głuchego
- zatykanie uszu, lęk przed gwałtownymi dźwiękami
- brak reakcji na głośne hałasy przy jednoczesnych silnych reakcjach na ciche dźwięki
- lęk przed zwierzętami
- protest przy obcinaniu włosów
- lęk w miejscach publicznych
- wsłuchiwanie się w bardzo ciche dźwięki
- powtarzanie komunikatów, które ktoś wypowiedział w odległym pomieszczeniu
- robienie wokół siebie hałasu – krzyki, walenie rękami w różne powierzchnie, klaskanie. Zachowanie to ma na celu przejęcie kontroli nad środowiskiem słuchowym. Dla dziecka z nadwrażliwością słuchową głośne bodźce generowane przez siebie samego są przykre, ale możliwe do kontrolowania, a także pozwalają zagłuszyć dźwięki nad którymi nie ma kontroli – pochodzące z otoczenia. Dziecko może bardzo dobrze tolerować nawet znaczący hałas, pod warunkiem, że jest jego autorem lub ma na niego bezpośredni wpływ.

Podwrażliwość:
- wytwarzanie rytmicznych hałasów
- fascynacja urządzeniami elektrycznymi, wydającymi dźwięki
- natrętne spuszczanie wody w toalecie, odkręcanie kranów
- krzyki
- darcie papieru
- wielokrotne trzaskanie drzwiami lub zamykanie ich i otwieranie z różną siłą
- fascynacja przedmiotami piszczącymi, dźwięczącymi
- zamiłowanie do gwarnych i tłocznych miejsc

Zachowania mają na celu dostarczanie sobie bodźców dźwiękowych w dużych ilościach. W odróżnieniu od dzieci nadwrażliwych słuchowo, te niedowrażliwe będą szczęśliwe, gdy inne osoby dołączą do nich w działaniach mających na celu zwielokrotnienie hałasu w otoczeniu.
Biały szum:
- zaabsorbowanie dźwiękami płynącymi z organizmu
- szybkie bieganie i zastyganie w bezruchu (wsłuchiwanie się w bicie własnego serca)
- hiperwentylacja
- kołysanie się
- wkładanie przedmiotów i palców do uszu
- przyjmowanie nienaturalnych pozycji ciała – stymulacja ucha wewnętrznego

Zachowania te mają na celu próbę zredukowania nieprzyjemnych na ogół doświadczeń sensorycznych wyzwalanych przez układ nerwowy, znacznie rzadziej – ich wzmocnienie, jeżeli biały szum łączy się z niedowrażliwością.

## Sensoryzmy charakterystyczne dla zmysłu dotyku i równowagi
Zaburzenia w zakresie odbioru i analizy bodźców czuciowych mogą dotyczyć kilku obszarów:
- czucia powierzchniowego (skórnego)
- czucia głębokiego (propriorecepcja – informacje z kurczących i rozciągających się mięśni, ścięgien oraz rozciąganych i uciskanych stawów)
- czucia temperatury (termorecepcja)
- czucie położenia i ruchów ciała w przestrzeni poczucie równowagi

Czucie powierzchniowe i czucie temperatury:
Zaburzenia w tym zakresie mogą być różne w różnych partiach ciała. Obserwacja sensoryzmów (taktylizmów) skierowanych na czucie powierzchniowe wymaga więc podejścia bardzo ostrożnego i analitycznego. Bardzo często zdarza się, że ta sama osoba ma silną nadwrażliwość czucia powierzchniowego w obrębie twarzy przy jednoczesnej niedowrażliwości, na przykład kończyn.
Nadwrażliwość:
- unikanie dotyku, obronność dotykowa
- niechęć do noszenia nowych ubrań
- skrajna niechęć do metek w ubraniach
- nadmierne łaskotki w nietypowych partiach ciała
- unikanie kontaktu z substancjami sypkimi, lepkimi, klejącymi
- masturbacja (delikatna)
- głaskanie się miękkimi przedmiotami, fakturami
- nietolerancja obcisłych ubrań
- dotykanie samego siebie niemal zawsze ma formę czynności rytmicznych i powtarzalnych
- lęk przed wodą
- słaba tolerancja zmian temperatury
- lęk przed wiatrem
- lęk przed czesaniem włosów

Podwrażliwość:
- pocieranie, głaskanie, skubanie itp. różnych partii twarzy
- dotykanie różnych powierzchni, głaskanie ścian
- pocieranie różnymi materiałami w niedowrażliwe partie ciała
- szczypanie, drapanie, gryzienie się
- uderzanie się
- szukanie wrażeń cieplnych
- chodzenie nago, tendencja do rozbierania się
- chodzenie na bosaka, dążenie do ściągania obuwia
- rozdrapywanie ran

Biały szum:
- częste drapanie się
- „gęsia skórka” bez przyczyny

Czucie głębokie:
Zaburzenia w tym obszarze są nadzwyczaj częste u osób z autyzmem i Zespołem Aspergera. Osoby z zaburzeniami czucia głębokiego mają poważne problemy z precyzją ruchów. Na ogół doświadczają dyspraksji.
Nadwrażliwość:
- niechęć do przytulania się, dotykania przez inne osoby
- niechęć do podawania dłoni na powitanie
- duża reaktywność na zmiany ciśnienia atmosferycznego
- złe samopoczucie w środkach lokomocji
- ociężałość ruchowa
- podwyższone napięcie mięśniowe
- chodzenie na szeroko rozstawionych nogach
- nietolerowanie twardych pokarmów
- usztywnienie ciała, niechęć do zmieniania pozycji ciała
- lęk przed tłumem ludzi

Podwrażliwość:
- nienaturalne wyginanie kończyn
- machanie rękami, potrząsanie
- zaplatanie palców
- ssanie palców
- zawijanie się w koce, firanki
- wciskanie się w kąty, za meble itp.
- siadanie na rękach, nogach
- człapanie nogami podczas chodzenia
- masturbacja (gwałtowna)
- wkładanie różnych rzeczy do ust
- zagryzanie warg
- uderzanie ciałem o różne powierzchnie
- zeskakiwanie z dużych wysokości
- podwyższony próg bólowy
- wbijanie sobie ostrych przedmiotów w ciało
- nadaktywność
- wiotkość mięśni
- potykanie się
- niekontrolowane, chaotyczne ruchy kończyn
- niezdolność do różnicowania miejsca w którym następuje dotyk, bez kontroli wzroku
- niszczenie przedmiotów, upuszczanie ich ze względu na niezdolność do oceny własnej siły i ruchu
- chodzenie na palcach

Biały szum:
- nagłe, niekontrolowane wybuchy wszelkich możliwych taktylizmów, a następnie zamieranie w bezruchu
- napady nadaktywności u dziecka na ogół spokojnego

Zmysł równowagi:
Nadwrażliwość:
- niepewność, lęk grawitacyjny
- niechęć do zmian pozycji głowy, czasami przy jednoczesnej autostymulacji grawitacyjnej (podskoki w pionie)
- miarowe, powolne kołysanie się
- niechęć do poruszania się, preferowanie pozycji siedzącej, lub leżącej
- zataczanie się podczas chodzenia

Podwrażliwość:
- kręcenie się w kółko
- fascynacja huśtawkami, karuzelami
- skakanie, bieganie, hiperaktywność
- dążenie do gwałtownych zmian w położeniu głowy i ciała
- kołysanie się w przód i w tył, a także na boki
- niezdolność do prostego siedzenia na krześle
- niezdolność do stania na jednej nodze

Biały szum:
- zawroty głowy
- zataczanie się
- potykanie się
- nagłe blednięcie, nudności

## Sensoryzmy charakterystyczne dla zmysłu smaku i węchu
Zmysły węchu i smaku są zmysłami bardzo pierwotnymi. Zmysł węchu pozwala dziecku poznawać świat jeszcze w okresie, gdy zmysły takie jak wzrok i słuch nie są do końca dojrzałe. Pozwala także niemowlęciu odróżniać to, co znane, od tego, co jest całkiem nowe i obce. Podobne funkcje spełnia we wczesnym rozwoju człowieka zmysł smaku. Z tej przyczyny zaburzenia odbioru i analizy bodźców słuchowych i smakowych stanowią jedno z najpoważniejszych zagrożeń rozwoju człowieka, a także w powszechnym odbiorze – uważane są za szczególnie nieakceptowalne społecznie. W wypadku zmysłu smaku bardzo często trudno odróżnić, czy dane zachowanie faktycznie dotyczy zmysłu smaku, czy może dotyku – w obrębie jamy ustnej. Śluzówka jamy ustnej i język są bowiem bardzo wrażliwe dotykowo. Należy zawsze starannie rozpatrywać wszelkie objawy występujące w obrębie jamy ustnej.
Nadwrażliwość węchowa:
- rozpoznawanie ludzi po zapachu
- wyczuwanie różnych zapachów tam, gdzie inni ludzie ich nie czują
- dziecko skarży się na wszechogarniający smród
- niechęć do oddawania moczu, stolca
- wymioty podczas czynności fizjologicznych lub spuszczania wody w toalecie
- niechęć do karmienia piersią w okresie niemowlęcym
- opór przed jedzeniem
- dławienie się, duszności z niejasnych przyczyn (niemedycznych)

Podwrażliwość węchowa:
- obwąchiwanie ludzi, także ich butów, włosów, pach, krocza
- obwąchiwanie przedmiotów, także tych powszechnie uważanych za szczególnie odrażające
- fascynacja własnymi ekskrementami
- w łagodniejszej formie – obwąchiwanie własnych rąk, ubrań, włosów
- lizanie własnych rąk
- zjadanie rzeczy niejadalnych
- fascynacja zapachami powstającymi przy gotowaniu
- fascynacja odpadami żywnościowymi

Biały szum węchowy:
- przesłanianie ręką ust i dmuchanie w kierunku nosa
- hiperwentylacja
- kierowanie dolnej wargi w kierunku nosa
- składanie ust „w ciup” i podnoszenie warg wysoko – do nosa
- wkładanie przedmiotów do nosa
- ciągłe dłubanie w nosie

Nadwrażliwość smakowa:
- wypluwanie jedzenia
- wiotkość ust podczas karmienia
- dławienie się
- wymioty podczas jedzenia – lub odruch wymiotny
- znaczna wybiórczość pokarmowa

Podwrażliwość: smakowa:
- hiperfagia
- lizanie różnych przedmiotów
- lizanie własnych rąk, stóp
- obgryzanie paznokci
- wkładanie wszystkiego do ust

Biały szum smakowy:
- zasysanie policzków do wewnątrz jamy ustnej
- ssanie języka
- przysysanie języka do podniebienia
- gryzienie wewnętrznych stron policzków i języka – czasem do krwi
- zwracanie pożywienia i ponowne jego jedzenie
- wkładanie wszystkiego do ust
- nie zwracanie uwagi na jedzenie
- niesamodzielność przy jedzeniu wynikające z ignorowania czynności jedzenia (dziecko pozwala się karmić, ale też nie domaga się karmienia)
- dziecko sprawia wrażenie, jakby nigdy nie było głodne
- opuchnięcie języka, nadmierny rozrost języka na boki (skutek jego ssania)

## Literatura
- Carl H. Delacato, Dziwne, niepojęte. Autystyczne dziecko, Fundacja Synapsis, Warszawa 1999. ISBN 83-902232-6-0.
- Maas V., Uczenie się przez zmysły, Wydawnictwa Szkolne i Pedagogiczne, 2005. ISBN 83-02-07117-X.
- Ossowski R. Pedagogika niewidomych i niedowidzących, [w:] Dykcik W. „Pedagogika specjalna”, Poznań 2001. ISBN 83-232-1103-5.